# Куфераши
Куфераши (њем. Kofferbesitzer — дошњаци, странци) је био српски колоквијални назив за странце, односно аустроугарске чиновнике у аустроугарској провинцији Босни и Херцеговини у периоду између 1878-1918. године. Овај германизам је у српском језику везиван за аустроугарске државне чиновнике који су најчешће по вјерском опредјељењу били римокатолици, а које је Аустроугарска власт доводила у своју провинцију БиХ ради оданости аустроугарској царевини и ради познавања званичног њемачког језика. Куфераши су најчешће били Хрвати, Словенци, Чеси, Пољаци, Мађари, Нијемци и други народи аустроугарске монархије. Према процјенама, у аустроугарску провинцију БиХ се у периоду 1878-1914 доселило између 180.000 и 200.000 Хрвата, Словенаца, Чеха, Нијемаца и других аустроугарских народа.

## Аустроугарска политика насељавања римокатолика
Аустроугарска политика је била таква да је у провинцији 62% свих државних службеника било из реда римокатолика, најчеше оних који су доведени из других аустроугарских провинција, чиме је вршено планско насаљавање провинције БиХ римокатолицима. Из реда већинског православног становништва је у аустроугарској државној служби било само 29,92%, а само 8,63% муслимана. Овакав однос није био сразмјеран равноправној заступљености у односу на број становника провинције. Поред насељавања аустроугарских чиновника, Аустроугарска је вршила и планско насељавање читавих области провинције римокатоличким становништвом. Аустроугарске власти су римокатоличко становништво доводиле из других аустроугарских провинција и додјеливале му земљишне посједе. У данашњој општини Челинац, аустроугарске власти 1895. године насељавају Украјинце из аустроугарске провинције Галиције.
Од самог почетка аустроугарске управе 1878. године, бечке власти плански приступају изградњи великог броја римокатоличких цркава. Најпознатији примјер је римокатоличка катедрала у Сарајеву која је започета 1884, а завршена 1889. Катедрала је изграђена у част Франца Јозефа I а мађарског архитекту Јозефа Ванцаша, који је у провинцију доведен 1883. и од исте године у Сарајеву имао звање аустроугарског владиног архитекте, је за њену изградњу 1989. одликовао Франц Јозеф I и папа Лав XIII. Исти архитекта је у име Аустроугарске на подручју провинције пројектовао и изградио 70 римокатоличких цркава.

Само ако се шизматици сједине са црквом римокатоличком и постану римокатолици, једино онда Босна може бити осигурана за Монархију.

језуита Антон Пунтигам
По изградњи римокатоличке гимназије у Травнику, аустроугарске власти на њено чело 1895. године доводе Аустријанца из Штајерске, језуиту Антона Пунтигама, који је у периоду 1895-1908 вршио звање генералпрефекта и професора гимназије. У овој римокатоличкој гимназији се између осталих образовао и усташки поглавник Анте Павелић, чију породицу су исто тако аустроугарске власти населиле у провинцију. Главни циљ језуите Пунтигама је био стварање конзервативне римокатоличе елите вјерне Хабзбурзима, а која би временом преузела све кључне позиције не само у провинцији БиХ, него и читавом Балкану. Темељ политике аустријског двора се заснивао на идеји да су римокатолици „идеални хришћани, и најпоузданији стални војници цркве и Монархије“, а православци „овце без пастира“. Језуита Пунтигам је оптуживао српске православне свештенике да су главни носиоци „великосрпске пропаганде“. Пунтигам је захтијевао и да се предузму мјере против Срба укидањем ћирилице. Пунтигам је стално упозоравао бечки двор да су Срби главна препрека за ширење римокатоличанства. Када је Аустроугарска 1914. објавила рат Србији, Пунтигам је покренуо акцију у Бечу да се на имања Срба плански насељавају „добри римокатолици, вјерни цару“, са циљем да постану већинско становништво у провинцији, те на тај начин „влади обазбједе успјешан рад“. Језуаита Пунтигам је Србе називао „велеиздајницима“, а од Бечког двора је захтијевао ангажовање на покатоличавању Срба. Сматрао је да је покатоличавање Срба начин да се Аустроугарској обазбједи оданост становништва у провинцији.
Министар спољних послова Аустроугарске, Ђула Андраши је аустроугарском генералном конзулу у Сарајеву давао још 1872. године инструкције да утиче на османске власти да у Подрињу насељавају римокатоличко и муслиманско становништво. Циљ насељавања римокатолика и муслимана у Подрињу је био прекид српског етничког континуитета уз ријеку Дрину, односно прекидање природне везе Срба источно и западно од Дрине.

## Корјен и поријекло ријечи (етимологија)
Ријеч „куфераши“ потиче од германизма „куфер“ (њем. Koffer — путничка торба), који се у српском језику односи на путничку торбу. Тиме се асоцира да се ради о странцима, дошљацима који су са собом донијели само путничку торбу.

## Куфераши у литератури
У стручној српској историографкој литератури о куферашима и осјећањима народа према њима пише Владимир Ћоровић. Док се у српској књижевности најчешће помињу код Петра Кочића и Иве Андрића.

### Ћоровић о куферашима
| „                                                            | А странаца је у Босни и Херцеговини било много. Од чиновника и државних службеника било је до 1907. године свега 32,22% домаћих; остало су све били „куфераши”. Међу државним службеницима било је 61,56% католика, 29,92% православних и 8,63% муслимана. Разумљиво је стога, што успех Штадлеров није био мали. Али у земљи се против тих странаца јавио врло снажан покрет. Једно, што су узимали хлеб нашим људима; а друго, што су им дата сва политичка права, па су у нашој рођеној земљи радили против нас. | ” |
| — Политичке прилике у Босни и Херцеговини — Владимир Ћоровић | |   |

### Кочић о куферашима
Петар Кочић у свом дјелу Суданија куфераше описује као чланове „строге и бездушне аустријске бирократске управе“. Кочић куфераше назива дошљацима који представљају аустроугарску власт, а саму аустроугарску управу назива „немилосрдна, туђинска управа и бирократија“.